# سلطان جاز
سلطان جاز (انگلیسی: King of Jazz) فیلمی در ژانر موزیکال است که در سال ۱۹۳۰ منتشر شد.

## بازیگران
- پل وایتمن
- جان بوول
- بینگ کرازبی
- اسلیم سامرویل
- کارلا لمله
- جک وایت
- گلن تراین
- اوتیس هارلن
- براکس سیسترز